# Вузькозахватне виймання
Вузькозахватне виймання (вузькозахопна виїмка) — технологія робіт в очисному вибої, при якій виймання корисної копалини вздовж вибою здійснюється вузькими смугами 0,1-0,9 м (а при стійкій покрівлі до 1,2 м). Основні особливості вузькозахватного виймання: руйнування корисної копалини виймальною машиною в зоні її найбільшого віджиму під дією гірничого тиску; підтримання покрівлі в лаві безстояковим кріпленням; застосування в якості доставочної машини безрозбірного конвеєра. Основні переваги перед широкозаватним вийманням: більш високий коефіцієнт машинного часу виїмкової машини; максимальне використання гірничого тиску для ослаблення привибійної частини пласта корисної копалини, що значно знижує енергоємність процесу руйнування і полегшує створення високопродуктивних виймальних машин відносно невеликих розмірів з високими швидкостями подачі; можливість створення механізованих комплексів і агрегатів тощо.